# Cmentarz wojenny nr 260 – Zabawa
Cmentarz wojenny nr 260 – Zabawa – austriacki cmentarz wojenny z okresu I wojny światowej wybudowany przez Oddział Grobów Wojennych C. i K. Komendantury Wojskowej w Krakowie na terenie jego okręgu VIII Brzesko.
Cmentarz znajduje się w centrum miejscowości Zabawa w gminie Radłów obok cmentarza parafialnego, przy drodze wojewódzkiej nr 964.
Niewielka nekropolia zaprojektowana przez Johanna Watzala ma powierzchnię około 8 arów, zbudowana ją na planie regularnego sześcioboku. Na terenie cmentarza znajduje się sześć wysokich kamieni nagrobnych bez inskrypcji, nie zachowały się też tabliczki imienne.
Pomnik znajduje się przy ścianie południowej ogrodzenia, a jest to betonowy cokół (obłożony obecnie granitowymi płytami) z tablicą z inskrypcją: „Polegli na polu chwały”. Wieńczy go kamienna rzeźba orła wzbijającego się do lotu, która zastąpiła drewniany krzyż.
Cmentarz jest ogrodzony niewysokim murem.

## Pochowani
Pochowano na nim prawdopodobnie 77 żołnierzy austro-węgierskich, 11 żołnierzy niemieckich oraz 9 żołnierzy rosyjskich. Pochowano tu także 16 żołnierzy Wojska Polskiego, poległych we wrześniu 1939 roku podczas bitwy o most w Biskupicach Radłowskich.